# Batalla de Pisa
La batalla de Pisa se libró a principios del año 409 en las afueras de la ciudad italiana de Pisa, entre un contingente de 300 hunos comandados por el magister officiorum Olimpio y un ejército de soldados germanos y hunos dirigidos por el noble Ataúlfo, cuñado del rey visigodo Alarico. A pesar de la diferencia numérica, Olimpio pudo derrotar a Ataúlfo y su ejército, obligándolo a marchar hasta Alarico. No obstante, los visigodos continuaron su invasión italiana, culminando con el saqueo de Roma en agosto de 410.

## Antecedentes
Ataúlfo había estado acampado con su ejército en la región de Panonia desde al menos el año 408, probablemente como tribuno popular. En el año 409, recibió la petición de ayuda de su cuñado Alarico que en ese momento se lanzaba a entrar en la península itálica. Alarico estaba negociando con el emperador Honorio (r. 395-423) en Rávena, entonces capital del Imperio Romano de Occidente, y Ataúlfo cruzó el Véneto, dirigiéndose a la ciudad de Pisa. Fue aquí donde se encontró con las huestes de 300 soldados hunos que dirigía el magister officiorum Olimpio, la personalidad dominante dentro de la corte de Rávena después de la caída de Estilicón.

## Batalla y consecuencias
El curso de la batalla no ha quedado registrado por fuentes contemporáneas y solamente se sabe que el ejército romano era numéricamente inferior al de Ataúlfo, sin poder determinarse su número total. Las fuerzas rivales se encontraron en algún lugar cerca de la ciudad de Pisa y Olimpio logró derrotarlos y repeler el ataque del invasor, que perdió más de 1000 soldados.
Después de ser derrotado, Ataúlfo reagrupó sus tropas y marchó hacia Rávena, donde se encontró con Alarico. En el mismo año, después de no conseguir la paz con Honorio, Alarico reunió a su ejército e intentó apoderarse de Roma por segunda vez. El usurpador Prisco Atalo (r. 409-410), elegido por el Senado después del ataque de Alarico y tal vez por instigación de él, otorgó a Ataúlfo el cargo de domesticus, que mantendría hasta el año siguiente. Aún en 409, Ataúlfo y Alarico fueron invitados por el general Jóvio a participar en las discusiones de paz presididas en Rímini, liderando Ataúlfo un gran ejército contra su enemigo personal Saro y sus 300 hombres, acampados en Piceno.